# ドミトリー・ヴォルコゴーノフ
ドミトリー・アントーノヴィッチ・ヴォルコゴーノフ(ロシア語: Дмитрий Антонович Волкогонов、英語: Dmitriy Antonovich Volkogonov、1928年3月22日 - 1995年12月6日)は、ロシアの歴史家、官僚、軍人。
歴史学と哲学の博士号を持つ大将であり、1988年から1991年の間ソビエト連邦国防省の軍事史研究所長官であった。彼は心理戦に関心を寄せたソ連軍の部門責任者であり、ソ連軍のため専門の手引き(The Psychological War、「心理戦」)を著した。また彼は政府と大統領の委員会のいくつもの議長を務めていた。

## 経歴
1928年、チタ州マングート駅に生まれる。父は大粛清時に銃殺され、母は追放先で死亡した。オリョール戦車学校、V.I.レーニン名称軍事政治アカデミー(1971年)を卒業。
1971年から、ソビエト軍・海軍政治総局で働く。1979年～1984年には局長を務める。1988年～1991年、ソ連国防省戦史研究所長。1990年からは国際戦史協会副総裁。1990年から国会議員。「ソビエト人民の大祖国戦争」("Великая Отечественная война советского народа")10巻の出版業務を指揮したが、1991年3月、政治的理由により罷免された。
ソビエト連邦崩壊後の1991年3月から国防問題担当ロシア連邦大統領顧問、同年11月からソ連軍政治機関廃止委員会議長。1991年12月から議会公文書委員会委員長を務めた。1992年3月からは、ソ連領土で行方不明になったアメリカ市民の運命の研究に関する国家間委員会議長を務めた。
1995年にモスクワで死去。

## 人物・評価

### 歴史観の形成
ヴォルコゴーノフは西側の軍事関係者の間では強硬論者の最たる人物として知られていたが、レオニード・ブレジネフ体制の中期にかけてソ連の体制に対して大きな疑いを持ち始めた。最初はヴォルコゴーノフの両親の死につながった大粛清を行ったヨシフ・スターリンに関することだけであった。彼は、ソビエトの基準からは修正主義者である人物の伝記の編集に20年近くを費やした。彼はスターリンの犯罪のそのままを記述したが、彼がスターリンとウラジーミル・レーニンの本を著し、レーニンもまた大量殺人犯であることを発見するまではレーニンの崇拝者であり続け、ニキータ・フルシチョフ路線に従い、スターリン主義が本当のレーニン主義の逸脱であると信じていた。彼の本が完結して発表されればその本が論争の的になることは他人の目にも、ことに彼の上司には明らかであった。彼の上司は「ヨシフ・スターリン」を読み、彼が事実上スターリンだけではなくレーニンも非難していることをヴォルコゴーノフに告げた。ヴォルコゴーノフの妻も彼に本の出版を止めるように求め、彼は結果を恐れてしばらくためらっていた。その後、本が出版されるとこういった心配が現実になるまで時間はかからなかった。1991年、彼はミハイル・ゴルバチョフによってソ連国防省の軍事史研究所の責任者を解任させられた。

### ロシアの変革を指導
ソビエト連邦の崩壊が終わると、ヴォルコゴーノフは新しく建国されたロシアで彼の歴史研究を政治活動と結びつけた。ソ連8月クーデターの失敗の後、ヴォルコゴーノフはロシアの指導者ボリス・エリツィンの国防顧問に任命される。なおこの時点で、彼はすでに亡くなる原因となるガンに悩んでいた。彼は死ぬ前、ソビエト時代自体がロシア史の中で異常であり、「非ロシア的」であったというロシア人の見方からの「自由主義の」高まりに貢献している。ヴォルコゴーノフはソビエト体制の犯罪を公表し、ロシアからその悪質な影響を取り除く運動の指導者の一人であった。1980年代に表面化した独立運動は彼の最期まで続いた。彼は民族紛争における実力行使に反対し、チェチェンへの侵攻の決定では「誤った考えのカウンセラーの助言を選んだ」ことでエリツィンを非難している。(編集者序文、Autopsy for an Empire、Shukman、1997)

### ヴォルコゴーノフの手紙
ヴォルコゴーノフについて重要なことには、彼の手紙で内容が公開されていないリチャード・ニクソンに送られたものと1992年10月14日にアルジャー・ヒスに送られたもののアメリカの歴史への潜在的に重大な関与もある。その時は統合されたロシア情報部門の保管記録の責任者だったヴォルコゴーノフが命じたかつての諜報機関であるKGBと軍事諜報機関であるGRUの1930年代と1940年代におけるソビエトのスパイ活動に関するファイルを含め可能な限りのロシア情報部門の保管記録の広範囲な調査の結果が、ヒスへの手紙の中で細かく記されている。その調査には他にもいくつもの重要で包括的な保管記録が含まれていたが、その中にはコミンテルンの記録、国家保安省、外務省、国防省、およびソビエト軍の完全なファイルがあった。ヴォルコゴーノフは、ファイルが何回もヒスを外交官として示したが、どの時点のどのファイルにもアルジャー・ヒスがソビエトのスパイであるという言及がないことを指摘した。

## 評価と批判
ヴォルコゴーノフは、ウラジーミル・レーニン(Lenin: A New Biography)、レフ・トロツキー(Trotsky: The Eternal Revolutionary)及びヨシフ・スターリン(Stalin: Triumph and Tragedy)についての著作からなる「リーダーズ」三部作と1998年のAutopsy for an Empire: the Seven Leaders Who Built the Soviet Regime(ロシア語の表題: Sem Vozhdei)の著書により有名になった。
ヴォルコゴーノフはトロツキー主義者と西側にも「拡大する資本主義者とスターリン主義者の嘘と偽造」について非難された。いくつかの彼の本は”スターリンの没落”を嘆き、レフ・トロツキーを”悪者”扱いし、彼を”反共産主義者”と呼んで、彼がスターリンの殺人において関与があったことを暗示している。
英国の歴史家Axellは第二次世界大戦におけるスターリンの軍事的役割に対するヴォルコゴーノフの批判をまとめ、「彼が戦場に足を踏み入れたことがないため、東部戦線で戦った軍事史研究所の数人の役員がその戦争に関するヴォルコゴーノフの著作に批判的であった。彼らによればヴォルコゴーノフは'実戦経験のない将軍'である。」と記している。
渓内謙は著書『現代史を学ぶ』において、ヴォルコゴーノフが1991年夏以降エリツィン政権の中枢に位置するとともにレーニンとボリシェヴィズムを否定するようになったのは、新資料の発見によるのでなく、「時流に従った政治的転身の結果」であり、新資料はその正当化に利用されたにすぎないと批判し、また、ペレストロイカを糾弾していたがある時期からゴルバチョフ路線に順応してスターリン非難の評伝を書いたように、ヴォルコゴーノフは時流に従って立場をめまぐるしく変えたが、過去への「最悪の意味での」党派的アプローチは一貫していると批判した。
これに対して生田真司は、溪内の記述には、事実の歪曲による「変節者ヴォルコゴーノフ」というイメージづくりが行われていると指摘する。ヴォルコゴーノフがエリツィン政権に参加するようになったのはクーデター騒乱前でありまたゴルバチョフは内外から支持されており、「時流に従う」ならゴルバチョフを支持していれば無難だったし、ヴォルコゴーノフはスターリン伝記をブレジネフ時代から書き始め1984年に書き終えており、「時流に従う」ならば党の意向通りに動けばよく、左遷も軍事史研究所からの追放もなかったし、クーデター騒乱の際も多くの知識人が形勢観望の立場をとるなかいちはやくクーデター反対を打ち出すこともなかったとし、溪内の解釈は当時のソ連の状況を理解していないと批判する。また、1956年のフルシチョフ報告がソ連国内で公表されたのは1989年であった。溪内は、ヴォルコゴーノフを中傷している佐々木力「生きているトロツキイ」を典拠にしているが、同書にも論拠はない。レーニンも最大のタブーであり、時流におもねるなら、書かないほうが賢明だったろう。予断にあわせて、事実を曲げることが「現代史を学ぶ」手本とされては困惑するばかりであると生田は溪内を批判した。

## 著作
- Mythical "threat" and the real danger to peace, Novosti Press, 1982
- The Psychological War, Progress Publishers, 1986
- The army and social progress, Progress Publishers, 1987
- Psychological War, Imported Pubn, 1987
- Stalin: Triumph and tragedy, Grove Weidenfeld, 1991 ISBN 978-0802111654

生田真司訳『勝利と悲劇 : スターリンの政治的肖像（上・下）』（朝日新聞社, 1992.6）ISBN 4022564369／ISBN 4022564377
- Lenin: A New Biography, Free Press, 1994 ISBN 978-0029334355

白須英子訳『レーニンの秘密（上・下）』（日本放送出版協会、1995.11）ISBN 4140802383／ISBN 4140802391
- Trotsky: The Eternal Revolutionary, Free Press, 1996 ISBN 978-0684822938

生田真司訳『トロツキー : その政治的肖像（上・下）』（朝日新聞社, 1994.7）ISBN 4022567929／ISBN 4022567937
- The Rise and Fall of the Soviet Empire: Political Leaders from Lenin to Gorbachev, HarperCollins Publishers, 1998 ISBN 978-0002557917
- Autopsy for an Empire: the Seven Leaders Who Built the Soviet Regime, Free Press, 1999 ISBN 978-0684871127

生田真司訳『七人の首領 : レーニンからゴルバチョフまで（上・下）』（朝日新聞社、1997.10）ISBN 4022571764／ISBN 4022571772

## 参考資料,文献
- Autopsy for an Empire: the Seven Leaders Who Built the Soviet Regime, and Editor's Preface, Harold Shukman (http://homepages.nyu.edu/~th15/volk2.html)
- From Stalinist to anti-communism, F. Kreisel (http://www.mit.edu/people/fjk/essays/volkogonov.html)
- ヴォルコゴーノフ, ドミートリー 生田真司訳 (1997), 七人の首領 : レーニンからゴルバチョフまで, 朝日新聞社